# Jenseits von Gut und Böse

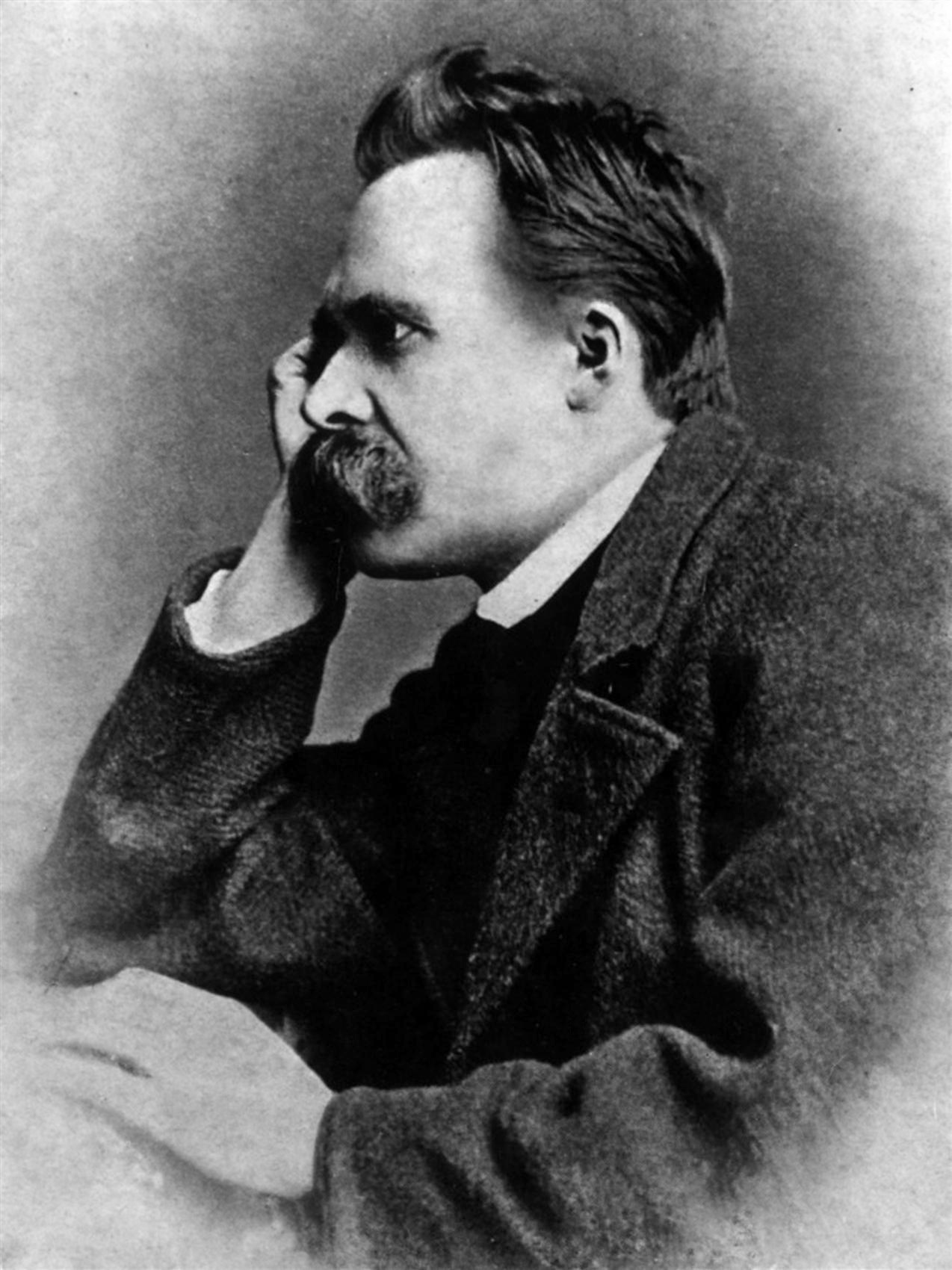

Jenseits von Gut und Böse (Nederlands: 'Voorbij goed en kwaad') is een filosofisch boek, geschreven door de Duitse filosoof Friedrich Nietzsche in 1886. In dit boek geeft Nietzsche zijn denkbeelden weer over de moraal, de zeden en zijn wereldvisie. Dit resulteert in een zeer complex boek dat geschreven werd zoals hij dacht. De chaotische doch poëtische schrijfstijl vloeit ook daaruit voort.
In dit boek ondermijnt hij voor het eerst, maar zeker niet voor het laatst, het gehele morele systeem van de christelijke, West-Europese zeden. Hij eindigt zijn eerste hoofdstuk expliciet met de idee dat de huidige zeden niets waard zijn:

“Andrerseits: ist man einmal mit seinem Schiffe hierhin verschlagen, nun! wohlan! jetzt tüchtig die Zähne zusammengebissen! die Augen aufgemacht! die Hand fest am Steuer!—wir fahren geradewegs über die Moral weg, wir erdrücken, wir zermalmen vielleicht dabei unsren eignen Rest Moralität, indem wir dorthin unsre Fahrt machen und wagen,—aber was liegt an uns! Niemals noch hat sich verwegenen Reisenden und Abenteurern eine tiefere Welt der Einsicht eröffnet.”

Vertaling:

"Aan de andere kant: is men eenmaal met zijn schip hier verzeild geraakt, welaan dan! Nu stevig de tanden op elkaar! De ogen open! De hand vast aan het roer! - we zeilen rechtstreeks over de moraal heen, we pletten, verbrijzelen daarbij misschien ons eigen restant van moraliteit doordat we daarheen durven varen, - maar wat doen wij ertoe! Nog nooit heeft zich voor roekeloze reizigers en avonturiers een diepere wereld van inzichten geopend.”

## Hoofdstuk 1

### Theorie van de Macht
Nietzsche heeft in zijn leven één theorie zeer uitvoerig uitgewerkt en daardoor wordt hij vereenzelvigd met deze theorie. De basis van de idee die hij verspreidt, is dat alles wat in het universum is, gedreven wordt door één ding: de wil tot macht. Wat hij hiermee bedoelt, legt hij omstandig uit in het boek. Hij doet dit echter zodanig dat hij hieraan zijn bijnaam te danken heeft, "de filosoof met de hamer". Hij maakt de theorieën van anderen kapot, slaat ze stuk met zijn hamer. Hier zie je onmiddellijk dat Nietzsche zelf zodanig gedreven is door zijn wil tot macht, dat hij geen van alle andere filosofen spaart.
In het eerste hoofdstuk van het boek geeft hij een korte schets van het verloop van de geschiedenis van de filosofie. Hij ziet zelf een abstracte beweging in de filosofie die ervoor zorgt dat hij ervan overtuigd is dat het enige wat filosofen voor hem deden, het herkauwen van eerdere filosofieën was. Hij apprecieert sommige ideeën wel meer dan andere. Dit wordt zichtbaar in het feit dat hij meer of minder tijd uittrekt om uit te leggen waar het fout gaat. De eerste grootste fout die volgens Nietzsche gemaakt is, is die van de ideale wereld. Deze wereld zorgt ervoor dat de idee los staat van de aarde en dat het leven over meer gaat dan louter wat aanwezig is in de zintuiglijke realiteit. Nietzsche verwerpt dit idee. Hij meent dat de ziel ondanks zijn idee toch blijft bestaan en dus niet louter iets ideaalst is.
Hierbij aansluitend valt Nietzsche meermaals de filosofie en de hedendaagse opvattingen erover aan. Zo begint hij het hoofdstuk (§2) met de metafysica kritisch te bevragen. Nietzsche stelt dat het fundamentele geloof van metafysici "het geloof aan de tegenstelling der waarden" is. Hierbij zegt hij echter dat we ons twee zaken moeten afvragen: (1) Of tegenstellingen überhaupt wel bestaan en (2) of die "populaire waardeschattingen en waardetegenstellingen" misschien niet meer zijn dan één perspectief (kikvorsperspectief dan). Ook levert hij uitgebreide kritiek op Stoïcijnen (§9). Zo stelt Nietzsche dat hun these om 'naar de natuur' te willen leven zelfbedrog is. Hierop zegt Nietzsche dat de Stoïcijnen hun trots, hun moraal en hun ideaal willen voorschrijven en opschrijven aan de natuur. Bij Kant (§11) vraagt hij zich niet af hoe synthetische oordelen a priori mogelijk zijn, maar vervangt hij de vraag in: “Waarom is het nodig aan zulke oordelen te geloven?” Naast het feit dat hij hierover blijft herhalen 'krachtens een vermogen' (hij bedoelt hiermee dat er een cirkelredenering wordt gemaakt: Als men vraagt waarom opium slaapverwekkend is, men het antwoordt krijgt 'omdat het een slaapverwekkende kracht bevat', dan is dit voor hem een non-antwoord), wil hij deze vraag vervangen door een andere vraag: "Waarom is het nodig aan zulke oordelen te geloven?". Dit is een thema dat geregeld terugkomt in het eerste hoofdstuk, namelijk het feit dat de mens nood heeft aan onmiddellijke zekerheden. Nietzsche stelt hier tegenover dat we de onwaarheid moeten erkennen als levensvoorwaarde en dat wantrouwen essentieel is (dit komt ook terug in hoofdstuk 2). 
Fundamenteel aan zijn kritiek op filosofen is dat volgens hem meer achter zit dan enkel de zoektocht naar zekerheden: net zoals de Stoïcijnen hun leer willen opleggen aan de natuur, zo is (een) filosofie telkens een tirannieke aandrift (§9). Filosofie, zo stelt Nietzsche, schept de wereld altijd naar haar beeld. Hierbij is het voor filosofen belangrijk te beseffen dat een filosoof niets onpersoonlijks heeft (hij zet een filosoof hier strak tegenover een chemicus of een paddenstoelkenner die volgens hem niet gekarakteriseerd worden door hun beroep). Voor een filosoof legt zijn moraal (hieronder meer daarover) een beslissende getuigenis af van wie hij is (§6). 
Het tweede grote idee waartegen Nietzsche ten strijde trekt is de betekenis van de wil. Hier valt hij Arthur Schopenhauer aan. Deze zou verklaard hebben dat de hele mensheid beseft wat de wil is en hij heeft het verder niet over het begrip wil zelf. Nietzsche daarentegen gaat zelf dieper in op het wezen van het begrip. Volgens Nietzsche is de wil een gecompliceerd iets. Een wil bestaat uit gevoelens en denkwerk en vooral een commanderend affect. In de 'vrijheid van wil' ziet Nietzsche een superioriteitsgevoel tegenover iemand anders ("Wat 'vrijheid van de wil' genoemd wordt, is in wezen het superioriteitsaffect ten opzichte van degene die moet gehoorzamen: 'ik ben vrij, hij moet gehoorzamen). Het betekent in zijn ogen dat jouw wil groter is dan de wil van de andere. Hij schaft zo de vrije wil en de onvrije wil af. Vrijheid van wil is volgens hem een term voor de "complexe lusttoestand van de willende die beveelt en zich tegelijk met de uitvoerende vereenzelvigt" (§19). 
Vanaf deze principes over de wil, gaat hij over naar de wil tot macht. Aangezien de wil iets is dat bepaalt of je iemand commandeert of gecommandeerd wordt, gaat het hier duidelijk om niets dan macht. Dit brengt Nietzsche zo ver om te zeggen wat moraal eigenlijk is. Moraal is een willen van bepaalde groepen en indien het willen van deze groep groter is dan het willen van de andere, wordt het opgevat als leer van de machtsverhoudingen waaronder het fenomeen 'leven' ontstaat.
Hij besluit zijn eerste hoofdstuk met de bewering dat we aan het begin staan van een heel nieuw denksysteem. De moraal die niet meer is dan wat de sterkste wil wil ("in het reële leven gaat het slechts om sterke en zwakke willen"). Nietzsche waarschuwt dat het een gevaarlijke gedachtegang is, die een nieuwe wereld opent. Hij belooft echter dat al hetgeen je riskeert, in deze nieuwe wereld die hij heeft opengedaan, een diepere wereld zal openbaren dan er ooit is geweest.

### Gevolgen van de Machtstheorie
De schrijfstijl van Nietzsche is er niet op gericht om in eenvoudige woorden uit te leggen wat hij denkt. Hij zegt in zijn boek dat hij zelf zijn eigen vrienden geen vereenvoudigde versie gunt. Dit sluit aan bij zijn kijk op 'übermenschen' en 'untermenschen'. Zijn beeld van deze tegenstelling is veel eerlijker dan wat het Nationaalsocialisme er van gemaakt heeft. Volgens Nietzsche is iedereen die hem kan volgen in de theorie van de macht een übermensch. De mensen die beseffen wat de theorie van de macht in de praktijk betekent, zijn de mensen die boven de anderen staan.
Maar Nietzsche knoopt hier echter nog enkele dingen aan vast in zijn boek. Zo bepaalt hij dat de kans voor een volk om übermensch te worden afhankelijk is van de taal. Nietzsche leefde in een tijd waarin iedereen zijn taal sprak en de elite eventueel nog enkele andere talen.

## Hoofdstuk 2
In zijn tweede hoofdstuk gaat hij uitgebreider in op het punt van de superioriteit op basis van de taal. Zijn theorie is retorisch, zwaar en emotioneel. Hij heeft in zijn optiek dus de beste taal om zo'n tekst te schrijven. Het Duits is de zwaarste taal en toch nog het meest emotioneel van het Europese continent. Wanneer een Fransman echter deze tekst moet beginnen lezen zal hij in zijn taal nooit hetzelfde kunnen terugvinden. Het Frans is volgens Nietzsche immers een taal waarin enkel het rationalisme kan floreren. Het ligt met andere woorden allemaal aan de nuances die je in de ene taal kan leggen terwijl het onmogelijk is dat te doen in eender welke andere taal. En de nuanceringen die hij maakt, zouden onvertaalbaar zijn.

## Hoofdstukken 3 en 4
In het derde hoofdstuk gaat Nietzsche hard tekeer tegen de katholieke kerk en religies. Hij kan het ergens wel begrijpen dat mensen lang geleden geloofden in een god. Maar nu moet men zich onderdanig opstellen tegenover een God, de vader van Jezus, die de mensen heeft uitgelegd wat onderdanigheid is. Dit gaat voor Nietzsche te ver. Vanuit zijn standpunt is heel deze religie opgezet omdat er een man in Rome zit die zijn wil aan alle mensen wil kunnen opleggen. Vanuit dezelfde optiek bekijkt hij de Brahmanen uit India als mensen die het gepresteerd hebben om eeuwenlang de macht in handen te houden dankzij een religie. De godsdienst is dus niets meer dan een middel om de wil tot macht tevreden te stellen.

## Hoofdstuk 5
In het vijfde hoofdstuk bespreekt hij de moraal. Moraal is volgens hem iets onnatuurlijks. De moraal is immers het beperken van het 'laisser aller'. Hij gaat hard tekeer tegen twee vormen van moraal. De eerste is een oude, godsdienstige moraal. Dat is de vermeende slavenmoraal van het Jodendom. Als je elkaar helpt en je jezelf dienstbaar stelt tegenover de ander, dan zal God je daarvoor belonen. Zo is God erin geslaagd de waarden om te keren. Rijk, kwaad en gewelddadig zijn werden wereldse en dus slechte dingen. De wereld werd een scheldwoord.
Ten tweede is er de kuddemoraal. Voor Nietzsche is het duidelijk dat het individu meer te zeggen moet hebben dan de massa. Maar in het Europa van zijn tijd kwamen de grote ideologieën op, bijvoorbeeld het socialisme. Dit is niet goed, want het vervangt de mens door iets onnatuurlijks, namelijk de kuddemens. Na de Franse Revolutie is gebleken dat elke mens naar macht streeft. De wil tot macht kan niet onderdrukt worden. Het socialisme probeert slechts het individu uit te wissen. Door de kuddemoraal wordt dan bepaald wat goed of slecht is. Naargelang van wat de kudde zegt zijn dingen goed of slecht. Zo blijkt dan dat de machtigste groep bepaalt wat de moraal is. De wil tot macht speelt dus toch nog mee, maar alleen tussen de kuddes.